# الو
الو (به فرانسوی: Âllo) واژه‌ای است که برای سلام دادن پشت خط تلفن در زبان فرانسه به کار می‌رود. در فرانسه پس از بیان واژه الو oui bonjour می‌گویند. این واژه در ایران و بسیاری کشورها برای آغاز گفتگوی تلفنی بکارگرفته می‌شود.